# Раздольное (Чувашия)
Раздо́льное (чув. Раздольни) — село в Порецком районе Чувашской Республики Российской Федерации. Входит в Сыресинское сельское поселение.

## География
Деревня находится в юго-западной части Чувашии, в пределах Чувашского плато, в зоне хвойно-широколиственных лесов, вдоль автодороги 97К-001.

### Климат
Климат характеризуется как умеренно континентальный, с продолжительной морозной зимой и тёплым летом. Среднегодовая температура воздуха — 3,6 °С. Средняя температура воздуха самого тёплого месяца (июля) — 19,1 °C (абсолютный максимум — 38 °C); самого холодного (января) — −12,3 °C (абсолютный минимум — −44 °C). Безморозный период длится около 140 дней. Среднегодовое количество атмосферных осадков составляет 525 мм, из которых 352 мм выпадает в вегетационный период

## История
В 1965 г. Указом Президиума ВС РСФСР село Сутяжное переименовано в Раздольное.

## Население
| 2010 | 2012 |
| ---- | ---- |
| 64   | →64  |

### Национальный и гендерный состав
Согласно результатам переписи 2002 года, в национальной структуре населения русские составляли 83 % от общей численности в 96 чел., из них мужчин 46, женщин 50.

## Инфраструктура
Личное подсобное хозяйство.
Основа экономики — сельское хозяйство.

## Транспорт
Деревня доступна автотранспортом. Остановка общественного транспорта «Раздольное».